# Rusted Root
Rusted Root – amerykański zespół muzyczny pochodzący z Pittsburgha z Pensylwanii. Ich twórczość stanowi fuzję rocka, world music, country, bluegrassu i wielu innych gatunków. Odwołują się także do brzmień afrykańskich, latynoamerykańskich, oraz indiańskich. W ich muzyce jest silnie wyakcentowana perkusja. Rusted Root sprzedało więcej niż 3 miliony albumów na całym świecie. Ich największym sukcesem okazała się płyta When I Woke z 1994, która w Stanach Zjednoczonych pokryła się platyną. Do 2012 roku wydali siedem albumów studyjnych i jeden koncertowy.

## Obecni członkowie
- Michael Glabicki – wokal prowadzący, gitara, harmonijka, mandolina
- Patrick Norman – gitara basowa, wokal w tle, perkusja
- Liz Berlin – perkusja, wokal w tle
- Preach Freedom – perkusja, wokal w tle
- Dirk Miller – gitara, wokal w tle

## Albumy studyjne
- Cruel Sun – (1992)
- When I Woke – (1994)
- Remember – (1996)
- Rusted Root – (1998)
- Welcome to My Party – (2002)
- Stereo Rodeo – (2009)
- The Movement – (2012)

## Albumy koncertowe i kompilacje
- Rusted Root Live – (2004)
- The Best of Rusted Root: 20th Century Masters - The Millennium Collection – (2005)

## EP
- Rusted Root – (1990)
- Rusted Root – (1992)
- Live – (1995)
- Evil Ways – (1996)
- Airplane – (1998)

## Życiorys
- Biografia na allmusic.com.